# Joachim Bruun de Neergaard (politiker)
 Der er flere personer med dette navn, se Joachim Bruun de Neergaard.
Joachim Peter Christian Bruun de Neergaard (26. marts 1806 i København – 28. januar 1893 sammesteds) var en dansk godsejer og politiker, far til Vilhelm Bruun de Neergaard.
Neergaard, der var søn af kammerherre, major Johan Andreas Bruun de Neergaard til Skjoldenæsholm, Svenstrup og Merløsegård (1770-1846) og Elise Henriette, født Cramer, blev 1822 student (privat dimitteret) og 1827 juridisk kandidat. Han indtrådte 1830 som auskultant i Rentekammeret og gjorde tjeneste her indtil 1844. Samtidig dyrkede han militære interesser og var i årene 1834-45 kaptajn i Kongens Livkorps (Studenterkorpset). 
Ved faderens død i 1846 blev han besidder af fideikommisgodset Svenstrup i Københavns Amt. Han gik nu med iver og interesse op i landvæsen, godsadministration og kommunal virksomhed. I Sorø Amts landøkonomiske Selskab var han således bestyrelsesmedlem i 50 år (1836-86), af Roskilde Amtsråd var han medlem 1845-71, og han var i en lang årrække en af de bærende kræfter i den anselige Sparekasse for Ringsted og Omegn. 
I stænderforsamlingstiden havde han efter valg af sædegårdsejere et par år (1847-48) sæde blandt de stænderdeputerede i Roskilde. Neergaard stod her på den udpræget konservative side og var blandt de 16 underskrivere af erklæringen af 16. marts 1848 imod nødvendigheden af en folkerepræsentations samtykke til givelsen af en fri forfatning og imod Ejderstatstanken. 
Han var i de følgende år medlem af den helstatlige og godsejerlige Grundejerforenings bestyrelse, men i det egentlig aktive politiske liv trådte han først op på ny, da han i en alder af over 69 år modtog kongelig udnævnelse som landstingsmand (1875). Han beholdt nu sæde i Landstinget til sin død, var et interesseret, pligtopfyldende og punktligt medlem af tinget, nød en ikke ringe indflydelse blandt partifæller, men holdt sig stedse tilbage i anden række. 
Neergaard var ingen ubetydelig mand, men en beskeden mand, vel også en fremmed over for meget i tidens udvikling. Han var agtet som en hædersmand af den gamle skole, og med føje kunne Landstingets formand ved hans død sige om ham, at han, takket være hans milde og medgørlige personlighed, ikke havde en eneste uven i tinget.
Neergaard blev kammerherre 1847, Kommandør af Dannebrog af 2. grad 1878, af 1. grad 1889 og gehejmekonferensråd 1892. Han var gift: 1. gang 1835 med Christiane Louise, født von Stemann (1807-1837), datter af gehejmestatsminister Poul Christian von Stemann; 2. gang 1838 med sin første hustrus søster Petronella (1804-1839); 3. gang 1844 med Johanne Christiane, født Zeuthen (1816-1850), datter af Højesteretsassessor Vilhelm Peter Zeuthen, medejer af Tølløsegård, og Bolette, født Bartholin.